# Trại hủy diệt Maly Trostenets

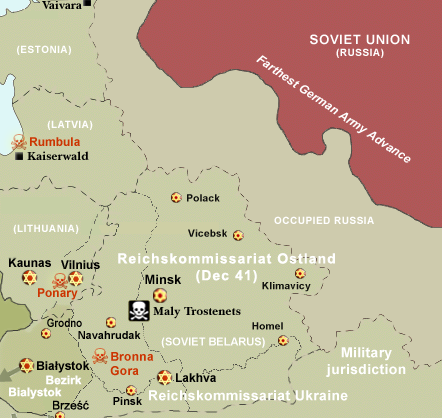
Trại Maly Trostenets trên bản đồ các ghetto chính ở Reichskommissariat Ostland. Vị trí của trại được đánh dấu bằng hình đầu lâu xương chéo màu đen-trắng.

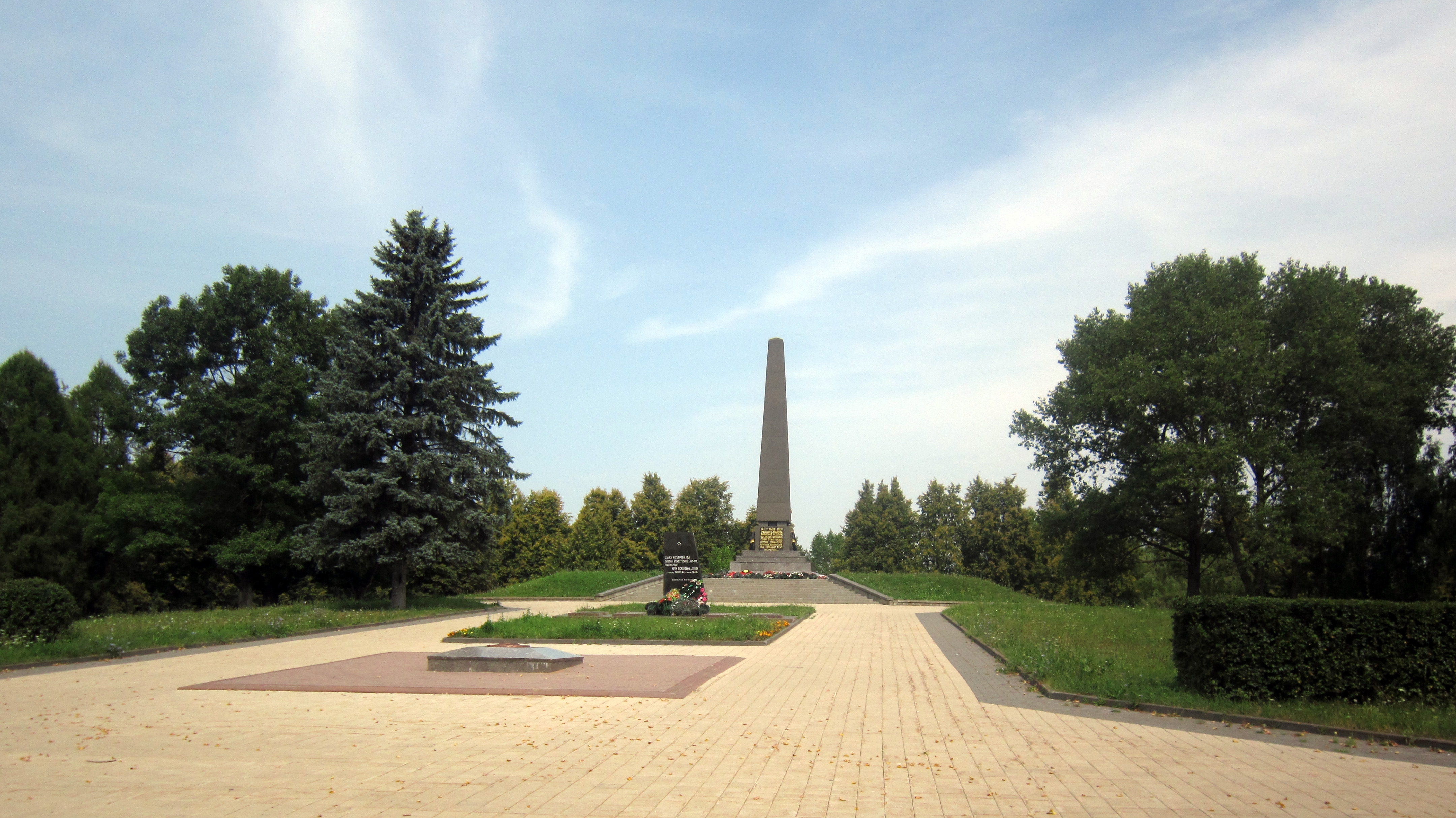
Khu phức hợp tưởng niệm, xây trong thập niên 1960.

Trại hủy diệt Trostenets, cũng được biết đến như trại hủy diệt Maly Trostinets, trại hủy diệt Maly Trastsianiets và Trascianec, là một trại hủy diệt của Đức Quốc xã trong Thế chiến II có vị trí gần làng Maly Trostinets (Малы Трасцянец, "Little Trostinets") ở ngoại ô của thành phố Minsk trong Reichskommissariat Ostland.Nó hoạt động từ tháng 7 năm 1942 đến tháng 10 năm 1943, vào thời điểm đó, hầu như tất cả những người Do Thái ở Minsk đều bị giết và chôn ở trại này.